# Белолицый тёмный голубь
Белолицый тёмный голубь (лат. Turacoena manadensis) — вид птиц из рода тёмных голубей семейства глубиных. Распространён на острове Сулавеси и близлежащем архипелаге Тогиан.

## Описание
Белолицый тёмный голубь обычно имеет длину тела 36—44 см и весит 172—253 г. Характеризуется очень длинным ступенчатым хвостом, закруглённым на конце. Половой диморфизм не выражен. Лицо и горло белого цвета. Остальное оперение сланцево-чёрное. Кроющие перья крыльев, боковые стороны и задняя часть шеи с бронзовым оттенком. Радужная оболочка ярко-красная. Ноги серые.